# Zero (песня The Smashing Pumpkins)
«Zero» (с англ. — «Ноль») — песня американской рок-группы The Smashing Pumpkins, выпущенная в качестве третьего сингла с их третьего студийного альбома Mellon Collie and the Infinite Sadness. «Zero» была сочинена фронтменом группы, Билли Корганом, и является первой песней, которая была записана для этой пластинки. Мелодия включает шесть партий ритм-гитар и две партии — двенадцатиструнных акустик. Композиция была успешна в чартах, достигнув первого места в Испании и третьего — в Новой Зеландии. Помимо этого, она отметилась на вершине канадского хит-парада Alternative 30, а также заняла 15-ю и 9-ю строчки американских чартов Mainstream Rock и Modern Rock Tracks, соответственно. В Соединенных Штатах песня была выпущена в виде EP, поэтому она попала не в сингловый, а в альбомный чарт Billboard 200, где заняла 46-е место.
Песня звучит в эпизоде «Homerpalooza», предпоследней серии седьмого сезона мультсериала «Симпсоны». На обложке сингла изображена фотография, сделанная тогдашней девушкой Коргана, Еленой Емчук, которая также сняла видеоклип для этой песни.

## Музыкальное видео
Музыкальное видео было снято Еленой Емчук и описано рецензентом журнала NME, как «очень кинематографичное и временами жуткое». Концепция клипа состояла в том, чтобы изобразить группу в антураже древнеримского особняка — внутри помещения отдыхают многочисленные гости, в то время как музыканты развлекают их на сцене. Группа была одета преимущественно в чёрные наряды, которые контрастировали с яркими винными цветами комнаты, ассоциирующимися с римским периодом.

## Би-сайды
В отличие от большинства синглов, «Zero» был выпущен в виде мини-альбома, который включал «Pastichio Medley» — попурри из песенных фрагментов, записанных во время студийных сессий Mellon Collie, но так и не дошедших до релиза или вовсе не доработанных до полноценных треков. Попурри длится более 23 минут и включает в себя более 70 песен. Тем не менее, некоторые из них все таки были изданы по прошествии времени; так, отрывок под названием «Disconnected» представляет собой рифф из ранней версии композиции «The Aeroplane Flies High (Turns Left, Looks Right)» (первоначально выпущенной в виде би-сайда на сингле «Thirty-Three»), а рифф именуемый «Rachel» в конечном счёте был переработан в трек «X. Y. U.», который включили во второй диск оригинального альбома. В 2012 году была увидело свет переиздание Mellon Collie, которое включало ряд треков из этого «попурри», выпущенных в полных версиях.
Трек «Tribute to Johnny» представляет собой инструментальный оммаж американскому блюзовому гитаристу Джонни Винтеру.

## Список композиций мини-альбома
Все песни написаны Билли Корганом, за исключением отмеченных.
| №  | Название                                                                                  | Автор(ы)                                    | Длительность |
| -- | ----------------------------------------------------------------------------------------- | ------------------------------------------- | ------------ |
| 1. | «Zero»                                                                                    |                                             | 2:39         |
| 2. | «God»                                                                                     |                                             | 3:09         |
| 3. | «Mouths of Babes»                                                                         |                                             | 3:46         |
| 4. | «Tribute to Johnny»                                                                       | Билли Корган, Джеймс Иха                    | 2:34         |
| 5. | «Marquis in Spades»                                                                       |                                             | 3:17         |
| 6. | «Pennies»                                                                                 |                                             | 2:28         |
| 7. | «Pastichio Medley » (В оригинальном релизе указана неправильная длина композиции «25:59») | Корган, Иха, Д’арси Рецки, Джимми Чемберлин | 23:00        |

## «Pastichio Medley»
«Pastichio Medley» фигурирует в качестве последней песни мини-альбома и представляет собой попурри состоящее из демоверсий и отрывков треков записанных во время создания альбомов Siamese Dream и Mellon Collie and the Infinite Sadness. Попурри содержит более 70 песен, в хронологическом порядке:
1- «The Demon» (0:00-0:10)
2- «Thunderbolt» (0:10-0:24)
3- «Dearth» (0:24-0:35)
4- «Knuckles» (0:35-0:52)
5- «Star Song» (0:52-1:15)
6- «Firepower» (1:15-1:28)
7- «New Waver» (1:28-1:41)
8- «Space Jam» (1:41-1:57)
9- «Zoom» (1:57-2:17)
10- «So Very Sad About Us» (2:17-2:27)
11- «Phang» (1/2) (2:27-2:37)
12- «Phang» (2/2) (2:37-2:47)
13- «Speed Racer» (2:47-3:02)
14- «The Eternal E» (3:02-3:17)
15- «Hairy Eyeball» (3:17-3:21)
16- «The Groover» (3:21-4:04)
17- «Hell Bent for Hell» (4:04-4:20)
18- «Rachel» (4:20-4:36)
19- «A Dog’s Prayer» (1/2) (4:36-4:47)
20- «A Dog’s Prayer» (2/2) (4:47-5:26)
21- «Blast» (5:26-5:48)
22- «The Black Rider» (5:48-5:59)
23- «Slurpee» (5:59-6:17)
24- «Flipper» (6:17-6:39)
25- «The Viper» (6:39-6:48)
26- «Bitch» (6:48-6:55)
27- «Fried» (6:55-7:06)
28- «Harmonio» (7:06-7:16)
29- «U.S.A.» (7:16-7:24)
30- «The Tracer» (1/2) (7:24-7:36)
31- «Envelope Woman» (7:36-7:49)
32- «The Tracer» (2/2) (7:49-8:00)
33- «Plastic Guy» (8:00-8:09)
34- «Glasgow 3am» (8:09-8:17)
35- «The Road Is Long» (8:17-8:26)
36- «Funkified» (8:26-8:34)
37- «Rigamarole» (8:34-8:46)
38- «Depresso» (8:46-9:03)
39- «The Streets Are Hot Tonite» (9:03-9:15)
40- «Dawn at 16» (9:15-9:39)
41- «Spazmatazz» (9:39-9:49)
42- «Fucker» (9:49-9:59)
43- «In the Arms of Sheep» (9:59-10:16)
44- «Speed» (10:16-10:39)
45- «77» (10:39-10:50)
46- «Me Rock You Snow» (10:50-11:02)
47- «Feelium» (11:02-11:14)
48- «Is Alex Milton» (11:14-11:24)
49- «Rubberman» (11:24-11:35)
50- «Spacer» (11:35-11:42)
51- «Rock Me» (11:42-11:51)
52- «Weeping Willowly» (11:51-12:02)
53- «Rings» (12:02-12:17)
54- «So So Pretty» (12:17-12:29)
55- «Lucky Lad» (12:29-12:43)
56- «Jackboot» (12:43-12:57)
57- «Millieu» (12:57-13:06)
58- «Disconnected» (13:06-13:24)
59- «Let Your Lazer Love Light Shine Down» (13:24-13:33)
60- «Phreak» (13:33-13:37)
61- «Porkbelly» (13:37-13:49)
62- «Robot Lover» (13:49-13:58)
63- «Jimmy James» (13:58-14:05)
64- «America» (14:05-14:14)
65- «Slinkeepie» (14:14-14:33)
66- «Dummy Tum Tummy» (14:33-14:44)
67- «Fakir» (14:44-14:52)
68- «Jake» (14:52-15:03)
69- «Camaro» (15:03-15:18)
70- «Moonkids» (15:18-15:25)
71- «Make It Fungus» (15:25-15:35)
72- «V-8» (15:35-15:49)
73- «Die» (15:49-23:00)

## Чарты и сертификация
| Чарт (1996)                                      | Высшая позиция |
| ------------------------------------------------ | -------------- |
| Канада (RPM Rock/Alternative)                    | 1              |
| Новая Зеландия (Recorded Music NZ)               | 3              |
| Испания (AFYVE)                                  | 1              |
| США (Billboard 200) · Фигурировала в качестве EP | 46             |
| США (Billboard Alternative Airplay)              | 9              |
| США (Billboard Mainstream Rock)                  | 15             |

| Чарт (1996)                   | Позиция |
| ----------------------------- | ------- |
| Канада Rock/Alternative (RPM) | 23      |

| Регион                                                       | Сертификация | Продажи |
| ------------------------------------------------------------ | ------------ | ------- |
| Новая Зеландия (RMNZ)                                        | Платиновый   | 10 000* |
| * Данные о продажах приведены только на основе сертификации. |              |         |